# Lipinia zamboangensis
Espèce
Synonymes
- Lygosoma zamboangensis Brown & Alcala, 1963

Statut de conservation UICN

 DD  : Données insuffisantes
Lipinia zamboangensis est une espèce de sauriens de la famille des Scincidae.

## Répartition
Cette espèce est endémique de Mindanao aux Philippines.

## Étymologie
Son nom d'espèce, composé de zamboang et du suffixe latin -ensis, « qui vit dans, qui habite », lui a été donné en référence au lieu de sa découverte : la péninsule de Zamboanga.

## Publication originale
- Brown & Alcala, 1963 : Addition to the leiolopismid lizards known from the Philippines, with description of a new species and subspecies. Proceedings of the Biological Society of Washington, vol. 76, p. 69-80 (texte intégral).